# Callogorgia sertosa
Callogorgia sertosa is een zachte koraalsoort uit de familie Primnoidae. De koraalsoort komt uit het geslacht Callogorgia. Callogorgia sertosa werd in 1889 voor het eerst wetenschappelijk beschreven door Wright & Studer. 